# Impfondo (distrikt)
Impfondo är ett distrikt i Kongo-Brazzaville. Det ligger i departementet Likouala, i den nordöstra delen av landet, 600 km nordost om huvudstaden Brazzaville.